# Canadian Locomotive Company
Die Canadian Locomotive Company, abgekürzt CLC, war ein kanadischer Hersteller von Lokomotiven, der 1901 gegründet wurde und 1965 von Fairbanks, Morse and Company übernommen wurde. Ab 1911 bezeichnete sich das Unternehmen als The Canadian Locomotive Company, Limited. Das Unternehmen baute mehr als 3000 Lokomotiven und war nach den Montreal Locomotive Works (MLW) der zweitgrößte Lokomotivhersteller auf dem freien Markt.

## Geschichte

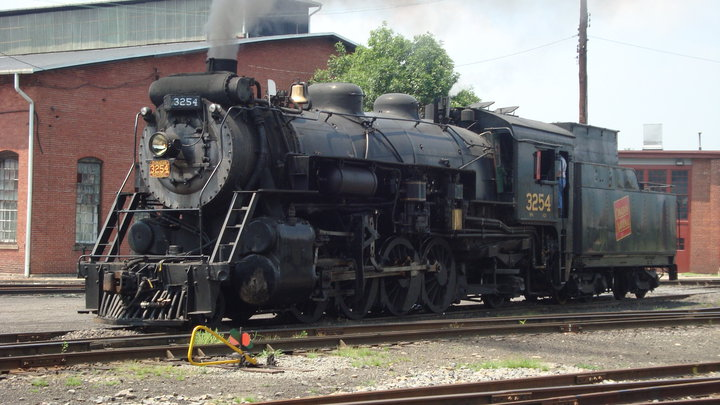
Von CLC für die Canadian National Railway (CNR) erbaute Mikado-Lokomotive der Klasse S-1-b

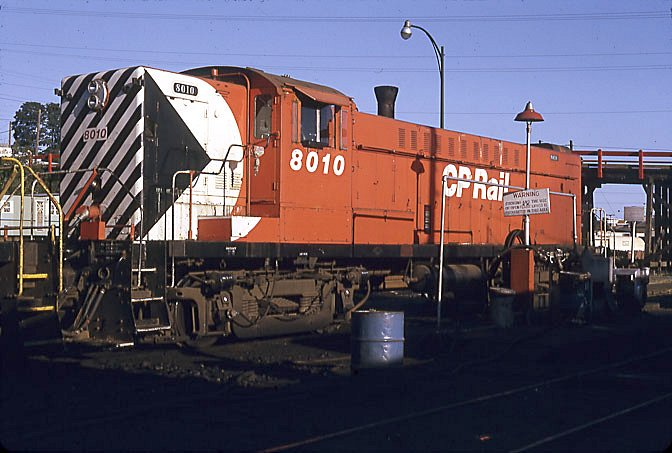
Von CLC in Lizenz gebaute Baldwin DRS-4-4-1000 der CPR

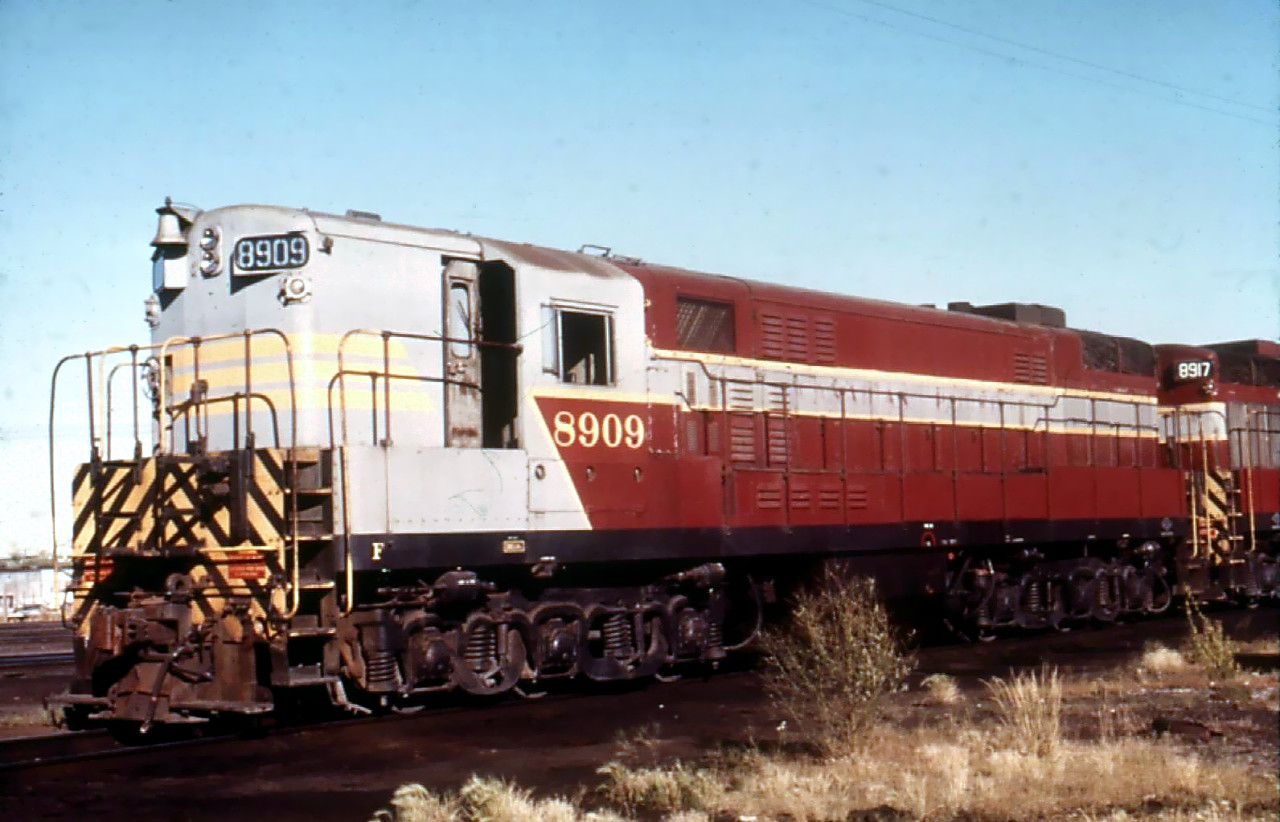
Bei der CLC für die CPR gebaute Train-Master-Lokomotive von Fairbanks Morse

Zwei Lokomotiven der Baureihe WP der Indian Railways. Links die von CLC erbaute Nr. 7572

Die CLC geht auf die 1848 in Kingston (Ontario) gegründete Ontario Foundry zurück, die ursprünglich Kessel und Dampfmaschinen für Schiffe baute. Im Dezember 1854 stellte sie ihre erste Lokomotive vor – eine von vier Lokomotiven, die sie für die Grand Trunk Railway (GTR) baute. Die Gießerei hatte aber Mühe, sich wirtschaftlich über Wasser zu halten, und musste deshalb 1860 Konkurs anmelden. Sie hatte bis zu diesem Zeitpunkt ungefähr zwanzig Lokomotiven gebaut. Die Anlagen wurden von der 1865 gegründeten Canadian Engine & Machinery Company (CE&MC, auch CE&MCo) weiter genutzt. Sie musste aber nach zehn Jahren Geschäftstätigkeit während der Großen Depression ebenfalls Konkurs anmelden. Im Februar 1878 ging daraus die Canadian Locomotive & Engine Company Ltd. (CL&EC, auch CL&ECo) hervor. Nach einem weiteren Eigentümerwechsel im April 1881 wurde der Maschinenpark des Werks modernisiert, um dessen Kapazität zu erhöhen. Viele der neuen Investoren waren auch Investoren der Canadian Pacific Railway (CPR). Um Geld für den Bau der CPR zu erhalten, verkauften sie ihre Anteile am Werk an die renommierte schottische Lokomotivfabrik Dübs and Company in Glasgow. Dübs übernahm die Geschäftsführung im Januar 1888. Die CL&ECo wurde zu einem wichtigen Lieferanten der CPR und lieferte über mehrere Jahrzehnte fast ein Drittel der Lokomotiven der CPR. Diese Lokomotiven mit Dübs-Kessel erwiesen sich als robuste und langlebige Maschinen.
Weil CPR und GTR auch selbst Lokomotiven bauten und das Wirtschaftswachstum in den 1890er-Jahren nur schleppend verlief, meldete die von Dübs kontrollierte CL&ECo Konkurs an und schloss das Werk im Januar 1900. Es wurde von einer Gruppe von Investoren aus Kingston gekauft und im Februar 1901 als Canadian Locomotive Company (CLC) neu lanciert. Dank des anschließenden Eisenbahnbaubooms konnten im Werk Verbesserungen vorgenommen werden, die es erlaubten, jede Woche eine neue Lokomotive auszuliefern. Die Canadian Locomotive Company, Limited – ein Name, der bis 1965 beibehalten wurde – entstand im Juni 1911, als das Unternehmen umstrukturiert wurde.
Während der beiden Weltkriege trug die CLC durch die Herstellung von Rüstungsgütern und Munition zu den Kriegsanstrengungen bei. Außerdem wurden zahlreiche Lokomotiven für den Kriegseinsatz wie auch für den Wiederaufbau nach dem Krieg in Europa gebaut. Während der 1920er-Jahre baute die CLC die erste Strecken-Diesellokomotive, die CNR 9000. Nach dem Zweiten Weltkrieg lag der Schwerpunkt auf dem Bau von Dampflokomotiven bei Exporten nach Frankreich, Belgien und Indien. Dazu gehörte ein Auftrag über 200 Schnellzuglokomotiven der Baureihe WP für Indian Railways, die von 1949 und 1956 geliefert wurden.
Im Übrigen wurde auf den Bau von Diesellokomotiven umgestellt, wobei die Zusammenarbeit mit Herstellern aus den Vereinigten Staaten gesucht wurde. Die CLC wurde 1948 in Kanada die Vertreterin der Baldwin Locomotive Works und deren Tochtergesellschaft Whitcomb Locomotive Company. Die geringe Zahl der Aufträge für Baldwin-Lokomotiven und die Probleme mit den Sterling-Motoren der Whitcomb-Lokomotiven führten zur Beendigung des Lizenzvertrags mit Baldwin. CLC wandte sich daraufhin an Fairbanks Morse, das die Anteile von Baldwin an der CLC 1950 übernahm und sie in die neu gegründete Canadian Fairbanks Morse einbrachte. Die anschließenden Aufträge erwiesen sich als umfangreicher, und die Produktion wurde bis 1957 aufrechterhalten. Allerdings gelang es den Fairbanks-Morse-Lokomotiven nicht, einen bedeutenden Marktanteil in Kanada zu erlangen, sodass sich Fairbanks Morse sowohl in Kanada als auch in den Vereinigten Staaten aus dem Lokomotivbau zurückzog.
Nach dem Ende der Zusammenarbeit mit Fairbanks-Morse suchte die CLC in Zusammenarbeit mit kanadischen Bundesbehörden nach anderen Möglichkeiten. CLC kaufte deshalb 1955 den Industrielokomotivhersteller Davenport Besler Corporation, der im Besitz des Portfolios von H.K. Porter war. Die Lokomotiven wurden hauptsächlich auf dem Exportmarkt angeboten. Eine Ausnahme waren die als Hydraulic Switcher (HS) bezeichneten Rangierlokomotiven mit dieselhydraulischem Antrieb, die an die CPR geliefert wurden.
Im Juli 1965 wurde die CLC zur Fairbanks Morse (Canada) Ltd. Es wurden noch weniger Lokomotiven hergestellt und das Unternehmen wandte sich mehr und mehr dem allgemeinen Maschinenbau, dem Bau von Schiffsmotoren und Waagen sowie der Herstellung von Konsumgütern zu. Doch selbst diese Vielfalt konnte das Unternehmen nicht retten. Rückläufige Geschäfte und ein Arbeitskampf mit Streiks führten zur Schließung des Werks im Juni 1969. Die Bemühungen, einen neuen Käufer zu finden, scheiterten, sodass das Werk im Sommer 1971 abgerissen wurde.